# Hassan Martin
Hassan Martin (nacido el 12 de noviembre de 1995 en Staten Island (Nueva York)) es un jugador de baloncesto estadounidense que pertenece a la plantilla del Estrella Roja de Belgrado de la ABA League. Con 2,01 metros de altura, juega en la posición de ala-pívot-Pívot.

## Trayectoria deportiva
Jugó durante cuatro temporadas en los Rhode Island Rams y tras no ser elegido en el Draft de la NBA de 2017, jugó con Orlando Magic la Liga de Verano de la NBA. Más tarde, firmó con los Ryukyu Golden Kings de la liga japonesa, donde se convirtió en uno de los mejores anotadores de la competición.
En 2018, disputa la liga de verano de la NBA con Boston Celtics.
En julio de 2018 fichó por el Medi Bayreuth de la Basketball Bundesliga.
En julio de 2020, se compromete con el Olympiakos B. C. de la A1 Ethniki.